# Federico Ricca
Federico Ricca Rostagnol (Tarariras, Colónia, 1 de dezembro de 1994), conhecido como Federico Ricca, é um futebolista uruguaio que joga como lateral-esquerdo ou defesa central no Leuven, da Bélgica.

## Carreira
Ricca começou a carreira no Danubio.